# Can Torre
Can Torre és una obra de Bordils (Gironès) inclosa a l'Inventari del Patrimoni Arquitectònic de Catalunya.

## Descripció
És un casal urbà aïllat de planta rectangular, desenvolupat en planta baixa, dos pisos i terrat a la catalana al damunt. Les façanes són arrebossades i pintades deixant a la vista els carreus que emmarquen algunes de les obertures de planta baixa i de la cantonada. Els altres forats van protegits per uns senzills guardapols amb esgrafiats. Les baranes dels balcons són fetes amb unes pesades balustrades de tradició clàssica, exceptuant la del balcó central del primer pis que és de ferro. L'edifici queda rematat una àmplia cornisa i balustrada de protecció del terrat.
En una pedra d'accés al pati hi consta la data de 1866. A la porta de ferro del pati hi ha la data de 1905.